# 委内瑞拉共和国
委内瑞拉共和国（西班牙語：República de Venezuela），有时也被称为委内瑞拉第四共和国，成立于1953年，并于1999年被委内瑞拉玻利瓦尔共和国取代。1948年—1958年，委内瑞拉经历了10年的军事独裁。1948年，委内瑞拉政变结束了为期3年的民主实验，随后由3名军事领导人控制政府，直到1952年委内瑞拉制宪会议选举举行。军政府不接受选举结果，因此篡改选举结果，其领导人之一马科斯·佩雷斯·希门尼斯成为总统。希门尼斯政府在1958年委内瑞拉政变中被推翻，并由沃尔夫冈·拉腊萨瓦尔海军上将领导的过渡政府接替，直到1958年12月举行总统选举。在选举前，3个主要政党——民主行动、基督教社会党和民主共和联盟——在没有委内瑞拉共产党参与的情况下签署了普恩托菲霍协议，同意分享权力。
这一时期的特点是根据普恩托菲霍协议进行政权更替；1976年，石油行业国有化，并成立委内瑞拉石油公司；以及新社会精英的崛起。国际上，委内瑞拉成为石油输出国组织的创始成员。艺术和文化蓬勃发展，特别是在1980年代；国家的艺术创作尤以电视艺术的发展最为突出，开创性媒体如加拉加斯广播电视台通过电视剧《卡桑德拉》等使委内瑞拉闻名于世。